# Sípoló-hegy
Sípoló-hegy är en kulle i Ungern.   Den ligger i provinsen Komárom-Esztergom, i den nordvästra delen av landet, 40 km nordväst om huvudstaden Budapest. Toppen på Sípoló-hegy är 320 meter över havet.
Terrängen runt Sípoló-hegy är kuperad österut, men västerut är den platt. Runt Sípoló-hegy är det ganska tätbefolkat, med 144 invånare per kvadratkilometer. Närmaste större samhälle är Esztergom, 2,1 km väster om Sípoló-hegy. I omgivningarna runt Sípoló-hegy växer i huvudsak lövfällande lövskog.